# Plectiscidea enixa
Plectiscidea enixa är en stekelart som först beskrevs av Forster 1871.  Plectiscidea enixa ingår i släktet Plectiscidea och familjen brokparasitsteklar. Inga underarter finns listade i Catalogue of Life.